# Chno Dearg
Chno Dearg (gael. A' Chnò Dhearg) – szczyt we Wzgórzach Loch Treig, w Grampianach Centralnych. Leży w Szkocji, w regionie Highland. 